# Опсада Јерусалима (1099)
Опсада Јерусалима (1099) одиграла се од 7. јуна до 15. јула 1099. током Првог крсташког рата. Крсташи успевају да заузму Јерусалим. Тиме су ослободили Христов гроб и остварили су циљ Првог крсташког рата. Готово све становништво Јерусалима је поклано по освајању. Готфрид Бујонски 22. јула узима титулу чувара гроба Господњег. Након годину дана његов брат Балдуин I Јерусалимски постаје краљ Јерусалима.

## Увод
После успешне опсаде Антиохије у јуну 1098. крсташи су провели у том подручју остатак године. Папски изасланик је умро, па Боемунд Тарентски преузима контролу над Антиохијом. Балдуин I Јерусалимски је остао у Едеси, која је раније заузета током 1098. Било је неслагања међу принчевима што даље да се ради. Ремон Тулуски разочаран напушта Антиохију и осваја тврђаву Марат ал Нуман. При крају 1098. нижи витезови и пешадија почињу да прете да ће на Јерусалим без посвађаних принчева.

## Опсада Арке
При крају децембра Роберт Нормандијски и Танкред Галилејски сложили су се да постану вазали Ремона Тулуског. Ремон је био довољно богат да плати њихову службу.
Ремон Тулуски је кренуо 13. јануара 1099. према југу, обучен као ходочасник. Пратили су га Роберт Нормандијски и Танкред Галилејски.
Дуж медитеранске обале нису наилазили на отпор, јер су локални муслимани били више заинтересовани за трговину, него за рат. Домаћи сунити Либана нису много волели власт, коју је представљао шитски Фатимидски Египат.
Ремон Тулуски је планирао да сам заузме Триполи у Либану и успостави државу сличну Боемундовој Антиохији. Прво је опседао оближњу Арку.
У међувремену је Готфрид Бујонски са Робертом Фландријским кренуо јужно са преосталим крсташима. Боемунд Тарентски је ишао једно време са њима, па се вратио у своју Антиохију. Танкред Галилејски прелази у службу код Готфрида Бујонског. Придружује им се и Гастон IV јер је Готфрид Бујонски имао довољно новца од свог брата Балдуина Јерусалимског, који је контролисао Едесу.
Готфрид, Роберт, Танкред и Гастон опседају Арку у марту, али опсада се продужује непланирано. Не само да су војне вође посвађане, него су и свештеници посвађани. После смрти папског легата нема правог вође, па настају сукоби, којима се поједини од њих дискредитирају.

## Опсада Јерусалима
Опсада Арке трајала је до 13. маја, када крсташи одлазе необављена посла. Фатимиди су покушали са мировним преговорима, под условом да крсташи не наставе према Јерусалиму. Фатимидски гувернер Јерусалима као да није разумевао да је то циљ крсташког похода. Од владара Триполија крсташи добијају коње и новац. Настављајући јужно дуж обале крсташи пролазе 19. маја крај Бејрута, а 23. маја крај Тира.
Онда су скренули у унутрашњост код Јафе и дошли су 3. јуна до Рамале. Становништво је већ било напустило Рамалу. У Рамали успостављају бискупију у цркви светог Ђорђа.
Готфрид шаље 6. јуна Танкреда Галилејског и Гастона да заузму Витлејем. Танкред Галилејски на тај начин ослобађа Цркву Богородичиног Гроба у Витлејему. Крсташи коначно долазе 7. јуна до Јерусалима. Многи су били ганути видевши град због кога су се упутили на тако далеки пут.
Јерусалим стављају под опсаду, али крсташи су трпели много више од оних које су опседали, пошто је околина Јерусалима била оскудна храном и водом. Град је био добро припремљен за опсаду, а фатимидски гувернер је већ протерао већину хришћана. Од 7.000 витезова, који су кренули само је 1.500 дошло до Јерусалима. Било је ту и 12.000 крсташа пешадинаца. Готфрид Бујонски, Роберт Фландријски и Роберт Нормандијски опседали су северне зидине Јерусалима до Давидове куле. Ремон Тулуски је поставио логор са западне стране, од Давидове куле до планине Цион.
Неуспешан је био покушај директног напада на зидине 13. јуна. Без хране и воде људи и животиње су брзо умирали од жеђи и глади ван зидина Јерусалима. Крсташи су зато знали да време ради против њих. Међутим имали су среће да је после првог неуспешног напада дошло неколико хришћанских бродова у Јафу, па су се снабдели за кратко време. Крсташи су у Самарији секли дрвеће за градњу опсадних справа. Још увек је недостајало хране и воде, а крајем јуна је стигла и вест да Фатимиди шаљу војску из Египта према њима.

## Босонога процесија
Суочавајући се са немогућим задатком свештеник Петар Десидерије духовно подиже крсташе тврдећи да је имао божју визију, по којој га је анђео саветовао да се пости три дана, па да се крене у процесију око Јерусалима босих ногу. Наводно ће град после тога пасти за 9 дана, што је било слично библијском примеру Јошуе при опсади Јерихона.
Иако су умирали од глади крсташи су постили три дана, па су 8. јула кренули у процесију око зидина Јеусалима. Са зидина Јерусалима били су праћени подругивањима. Процесија се зауставила на Маслиновој гори, где је литургију вршио Петар Пустињак, Анулф од Чока и Ремон Агиљерски.

## Коначни напад и покољ
Током опсаде нападани су зидови, али сви ти напади су били одбијани. У међувремену крсташи су успели да направе три опсадне направе. Довукли су их до зидина Јерусалима 14. јула, што изненађује и забрињава опседнути гарнизон. Ујутро 15. јула опсадна кула Готфрида Бујонског долази до зидина близу североисточних угаоних врата.
Први улази у Јерусалим фландријски витез Летолд, па онда Готфрид Бујонски, брат му Еустас Бујонски и Танкред Галилејски. Опсадна кула Ремона Тулуског била је заустављена, али кад су други крсташи ушли у Јерусалим, муслимани који су чували врата предају се Ремону Тулуском.
Кад су крсташи ушли у Јерусалим побили су готово све становнике Јерусалима до следећег јутра. Побили су и муслимане, Јевреје и хришћане. Многи муслимани су нашли склониште у Ал акса џамији, али покољ је био тако страшан, да је према историјским изворима крв била до колена.
Танкред Галилејски заузима четврт где је био јерусалимски храм и ту је понудио заштиту муслиманима, али није их могао заштитити.
Фатимидски гувернер Јерусалима се повукао у Давидову кулу. Предао се под условом слободног изласка из Јерусалима за себе и своју пратњу. Они су једини преживели покољ.

## Последице
Након покоља Готфрид Бујонски 22. јула узима титулу чувара гроба Господњег. Одбио је да га прогласе краљем у граду где је Христос умро. Ремон Тулуски одбија било какву титулу, а Готфрид га успева наговорити да преда Давидову кулу. Арнулф Чокски користи Ремонов одлазак на ходочашће, па је изабран 1. августа као први Латински патријарх Јерусалима. То је била зона грчких патријарха, али грчки оправдани захтеви су игнорисани. Арнулф открива 5. августа реликвију, тј остатке Истинског крста, на коме је био разапет Христ.
Готфрид Бујонски је предводио 12. августа крсташку војску, носећи испред војске остатке Истинског крста. Сукобљавају се са фатимидском војском 12. августа у бици код Аскалона. Победили су у тој бици, па је већина после тога сматрала да су испуњени њихови крсташки циљеви.
Само стотињак витезова остаје, а сви остали се враћају кући. Њихова победа је утрла пут успостављању Латинског јерусалимског краљевства. Након годину дана, тј. 1100. Балдуин I Јерусалимски постаје краљ Јерусалима.